# Nipper

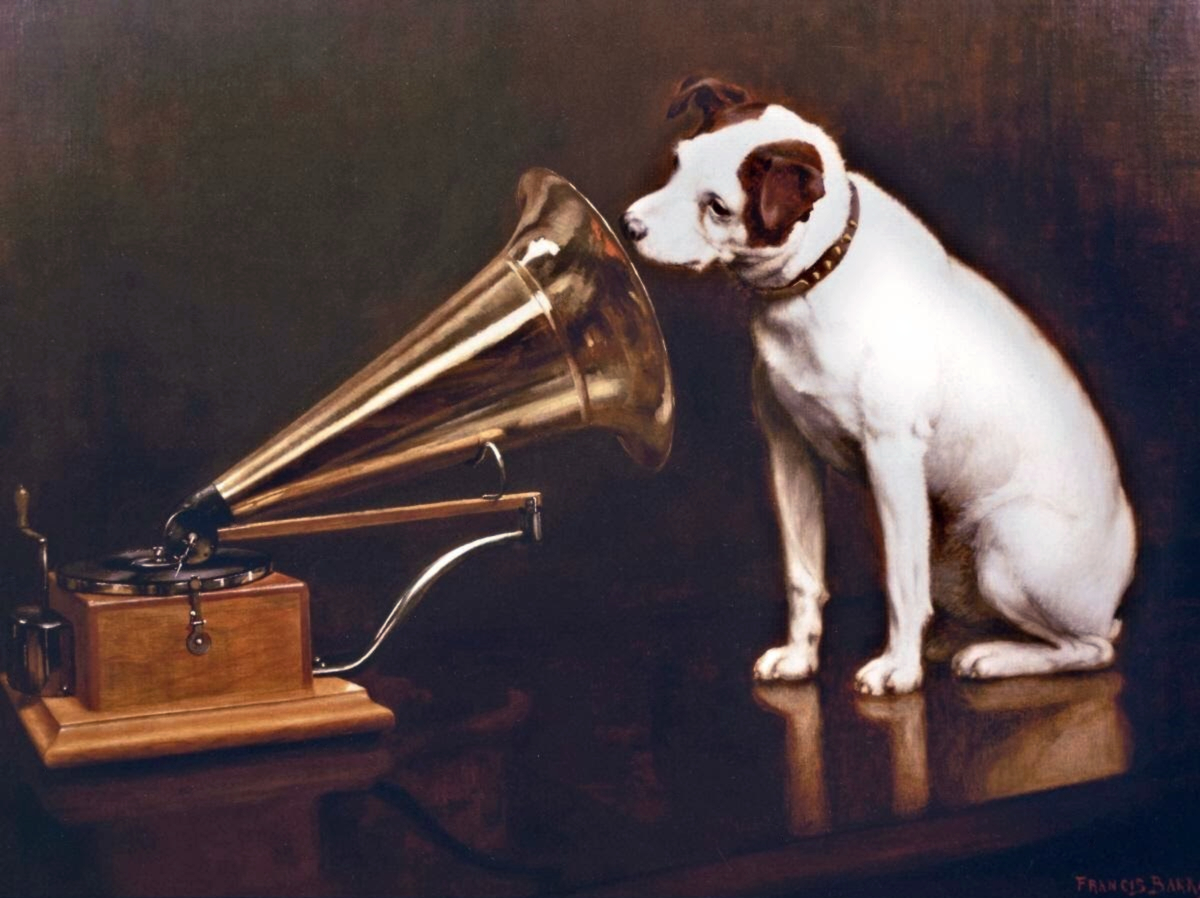
His Master's Voice, Francis Barraud

Nipper (Bristol, 1884 - Kingston upon Thames, 1895) è stato un cane di razza Jack Russell Terrier divenuto celebre per essere ritratto nel quadro His Master's Voice di Francis Barraud.

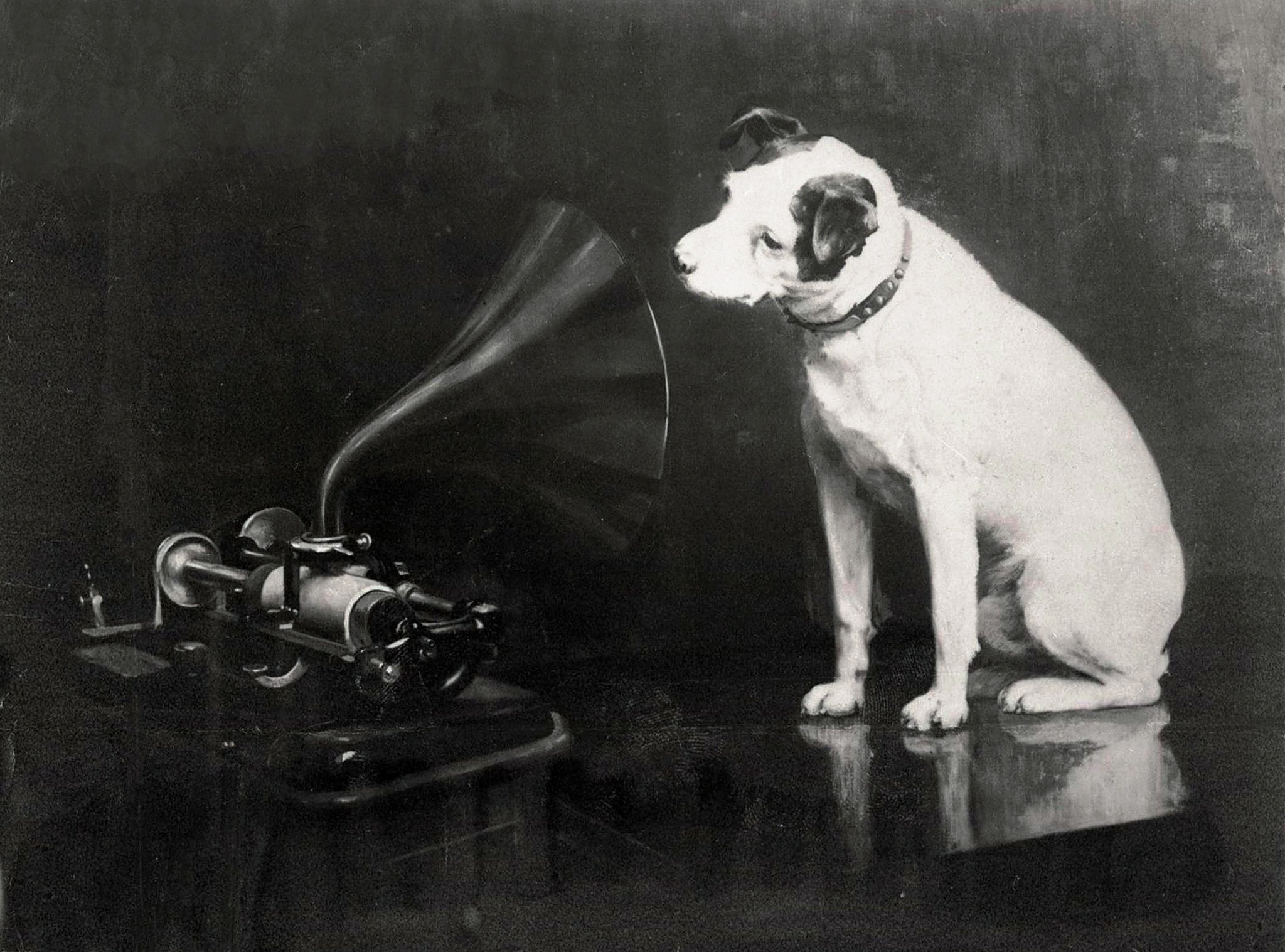
Dog looking at and listening to a phonograph, Francis Barraud

Nato nel 1884, il cane era di proprietà di Mark Henry Barraud, morto nel 1887. I fratelli di Mark, Philip e Francis, si prenderanno cura dell'animale fino al settembre 1895. L'opera che lo ritrae insieme a un fonografo verrà realizzata dal pittore solamente nel 1898.

## Il dipinto di Francis Barraud

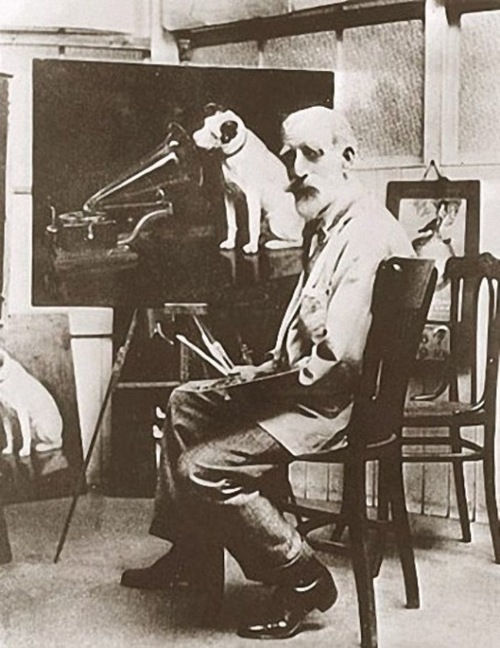
Francis Barraud

L'opera che ha reso famoso Nipper venne concepita e dipinta nel 1898 da Francis, fratello di Mark, all'epoca un noto pittore di Liverpool.
È intitolata His Master's Voice e rappresenta un Jack Russell Terrier intento ad ascoltare i suoni che provengono dalla tromba di un fonografo. 
Alla morte di Mark, il pittore aveva ricevuto Nipper e un grammofono con molti cilindri su cui era incisa la voce del fratello. Pare che Nipper fosse effettivamente solito ascoltare la voce del suo defunto padrone nella posizione ritratta da Barraud.
Il dipinto fu acquistato dalla Gramophone a scopo pubblicitario, e divenne poi il marchio dell'etichetta discografica. A titolo di gratitudine, Barraud ricevette dalla società un lascito pensionistico annuo di circa 30 000 lire, durato fino alla sua morte. L'opera è considerata il marchio di numerose etichette discografiche tra cui Victor, HMV, HMV Group, La voce del padrone, EMI, RCA Victor, JVC e Deutsche Grammophon.